# Bisalpur
Bisalpur là một thành phố và là nơi đặt ban đô thị (municipal board) của quận Pilibhit thuộc bang Uttar Pradesh, Ấn Độ.

## Địa lý
Bisalpur có vị trí 28°18′B 79°48′Đ / 28,3°B 79,8°Đ Nó có độ cao trung bình là 156 mét (511 foot).

## Nhân khẩu
Theo điều tra dân số năm 2001 của Ấn Độ, Bisalpur có dân số 60.680 người. Phái nam chiếm 54% tổng số dân và phái nữ chiếm 46%. Bisalpur có tỷ lệ 47% biết đọc biết viết, thấp hơn tỷ lệ trung bình toàn quốc là 59,5%: tỷ lệ cho phái nam là 55%, và tỷ lệ cho phái nữ là 38%. Tại Bisalpur, 17% dân số nhỏ hơn 6 tuổi.